# Lewis Macha
Lewis Macha (sinh ngày 22 tháng 2 năm 1992) là một cầu thủ bóng đá người Zambia thi đấu ở vị trí tiền đạo cho Baroka F.C..

## Sự nghiệp câu lạc bộ

### Choma Rangers
Macha gia nhập Rangers năm 2010. Anh ghi bàn đầu tiên vào ngày 24 tháng 4 năm 2010, bàn thắng quyết định ở phút 86 trong chiến thắng 3--2 trước Red Arrows. Rangers về đích thứ 12.

### Nchanga Rangers
Macha gia nhập Rangers năm 2011. Anh ghi bàn đầu tiên ở phút 36 trong trận hòa 1-1 trước Green Eagles. Anh về đích thứ 4 với Rangers.